# Coscinia galega
Coscinia galega là một loài bướm đêm thuộc phân họ Arctiinae, họ Erebidae.